# Medalla de l'Imperi Britànic
La Medalla de l'Imperi Britànic (anglès: British Empire Medal - BEM) és una medalla britànica per recompensar el servei civil o militar meritori. Va establir-se el 1922 per substituir la Medalla de l'orde de l'Imperi Britànic. Els receptors poden emprar el post-nominal "BEM", i està dividida en medalles civils i militars, de manera semblant a com ho fa l'orde de l'Imperi Britànic. Si bé els receptors no compten com a membres de l'orde, les medalles estan intrínsecament associades a ella. La medalla va ser atorgada a persones del Regne Unit fins al 1993, i a partir de llavors quedà dorment al Regne Unit, si bé encara s'atorgà a diversos reialmes del Commonwealth. Es va revifar al juny del 2012, en ocasió del Jubileu de Diamant de la Reina.

## Història

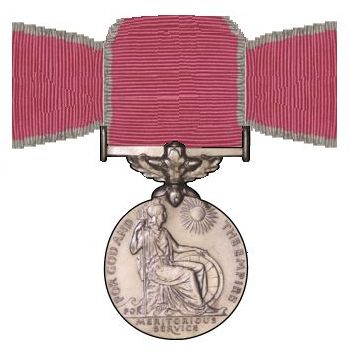
La medalla sobre el galó per a les dames.

### La Medalla de l'orde de l'Imperi Britànic
La Medalla de l'orde de l'Imperi Britànic va establir-se el 1917 conjuntament amb l'orde en si. Va ser atorgada a 2.015 persones, 800 dels quals eren estrangers.

### Transició
El 1922 la medalla original va ser dividida en dos nous honors: mentre que la Medalla de l'orde de l'Imperi Britànic per Valentia, habitualment coneguda com la Medalla de l'Imperi per Valentia, va ser atorgada per accions de valentia fins que va ser substituïda per la Creu de Jordi el 1940, la Medalla de l'orde de l'Imperi Britànic pel Servei Meritori, habitualment coneguda com la Medalla de l'Imperi Britànic, era atorgada en circumstàncies semblants que les classes inferiors de l'orde de l'Imperi Britànic, però normalment a gent d'un nivell professional o de direcció menor. Als serveis uniformats era atorgada als sots-oficials, als policies per sota del nivell de superintendent, i inferiors al nivell d'oficial de divisió dels bombers.

### La Medalla de l'Imperi Britànic
A partir de 1940, la Medalla de l'Imperi Britànic pel Servei Meritori podia ser atorgada per gallardia, però no pas de valentia (no davant de l'enemic) que es trobaven per sota del nivell requerit per la Medalla de Jordi i pel mateix nivell de persones que rebrien la BEM en altres serveis (amb els receptors d'una classe superiors rebent l'orde de l'Imperi Britànic). A partir del 14 de gener de 1958 aquestes condecoracions eren designades com la Medalla de l'Imperi Britànic per Gallardia i consistia en la Medalla de l'orde de l'Imperi Britànic pel Servei Meritori amb una fulla de roure de plata sobre la cinta. No es podia concedir a títol pòstum i va ser eventualment substituïda el 1974 per la Medalla de la Reina per Valentia.
La BEM va ser atorgada al Regne Unit fins al 1992. Els receptors no la rebien de mans del monarca, sinó que del Lord Lieutenant del seu comtat o d'una autoritat local. Durant la seva estada com a Primer Ministre, Sir John Major decidí que la distinció entre la BEM i la MBE era «cada vegada més tènue» i volia que la gent pogués rebre les seves distincions de mans de la mateixa Reina.
La medalla continuà atorgant-se als Reialmes del Commonwealth i als Dominis, com les Bahames o les Illes Cook.
Després de la Trobada de Caps de Govern del Commonwealth del 2011, el Primer Ministre David Cameron anuncià que la medalla tornaria a ser atorgada al Regne Unit, començant el 2012, coincidint amb el Jubileu de Diamant de la Reina. On 16 June 2012 the honour was awarded to 293 people.

## Disseny
La Medalla de l'Imperi Britànic és feta en plata. Sobre l'anvers hi ha la imatge de Britànnia envoltada pel lema, amb la inscripció "For Meritorious Service" a la part inferior. Al revers hi ha el monograma reial i imperial de Jordi V, amb la inscripció "Instituted by King George V " a la part inferior. El nom del receptor està gravat al lateral. La medalla rep el sobrenom de "el Gong".
Penja d'un galó rosa amb les puntes en gris perla; i la divisió militar porta a més una franja grisa per la central.